# Tommy Dreamer
Pour les articles homonymes, voir Laughlin.
 (juillet 2021).
Thomas Laughlin, plus connu sous le pseudonyme de Tommy Dreamer, né le 13 février 1971 à Yonkers (État de New York), est un catcheur américain. Il est principalement connu pour ses matchs de catch hardcore, ce qui lui vaut le surnom de the Innovator of Violence. Il travaille actuellement à Impact Wrestling comme producteur.
Il est principalement connu pour son travail à l'Extreme Championship Wrestling (ECW) de 1993 à 2001 où il remporte le championnat du monde par équipe de l'ECW à trois reprises avec Johnny Gunn (en) puis Raven et enfin avec Masato Tanaka. Il est aussi brièvement champion du monde poids-lourds de l'ECW durant cette période. Il rejoint ensuite la World Wrestling Federation/Enertainment (WWF/WWE) où il détient à 14 reprises le championnat hardcore de la WWE puis le championnat poids-lourds de l'ECW. Après son départ de la WWE en 2009, il lutte dans des fédérations du circuit indépendant et apparaît de manière plus ou moins régulière à la Total Nonstop Action Wrestling. En 2012, il fonde sa propre fédération, la House of Hardcore.

## Carrière

### Débuts (1989-1993)
Laughlin est formé par Johnny Rodz. Il débute à l'International World Class Championship Wrestling (IWCCW), une fédération du Massachusetts, sous le nom de T.D. Madison et fait équipe avec G.Q. Madison avec qui il remporte le championnat par équipe de l'IWCCW à trois reprises courant 1991,.  
L'année suivante, il change de nom de ring pour celui de Tommy Dreamer et remporte en novembre le titre de champion poids-lourds de la Century Wrestling Alliance après sa victoire en finale d'un tournoi face à Tony Atlas. 

### Extreme Championship Wrestling (1993-2001)
Il débute à l'Extreme Championship Wrestling (ECW) le 2 octobre 1993 au cours de la deuxième soirée du National Wrestling Alliance Bloodfest où il perd face à The Tazmaniac. Il a alors un gimmick de surfeur. Le 13 novembre au cours de la première édition de November to Remember, il devient avec Johnny Gunn (en) championnat du monde par équipe de l'ECW après leur victoire sur Axl et Ian Rotten. Leur règne est de courte durée puisqu'ils perdent ce titre le 4 décembre face à Kevin Sullivan et The Tazmaniac dans un match où Shane Douglas remplace Johnny Gunn. 
Il a une brève rivalité avec Jimmy Snuka qui le voit perdre le 2 février 1994 à The Night The Line Was Crossed puis le 26 mars à Ultimate Jeopardy dans un match en cage,. Il se retrouve ensuite face au Sandman et cette rivalité donne lieu à un Singapore cane match  le 13 août au cours d'Hardcore Heaven et se conclut par la disqualification de Dreamer qui attaque son adversaire et l'arbitre avec une Singapore cane. 

### World Wrestling Fédération/Entertainment (2000-2009)

#### Harcore Champion (2000-2005)
À la World Wrestling Entertainment, Tommy Dreamer connaîtra surtout des bas et ce bien qu’il sera champion Hardcore à 14 reprises et qu’il sera le détenteur du dernier titre Hardcore de la WWE avant que la ceinture soit unifiée avec le titre Intercontinental.
Il revivra également une rivalité avec Raven et remportera même un autre combat face à ce dernier, qui obligera Raven à quitter Raw, le 24 juin 2002. Il aura également un angle dans lequel il ingurgitera un peu n’importe quoi, angle basé sur l’émission Jackass de MTV. Il aura ensuite de courtes rivalités avec Big Show, Christopher Nowinski et l’équipe de William Regal et Lance Storm.
Dès 2003, Dreamer disparaît de la télévision de la WWE et on lui permet même de lutter sur le circuit indépendant à travers le monde. Il servira également de commentateur invité pour la WWE et travaillera pour les filiales de la WWE en tant qu'entraîneur invité. Ne luttant pratiquement plus, il devient un membre de l’équipe créative et un road agent à la fin de son contrat.

#### Diverses rivalités (2005-2008)
Tommy Dreamer jouera un rôle important lors de la renaissance de la ECW à la WWE. Lui et Paul Heyman, bookeront le premier One Night Stand en 2005 (Vince McMahon aura plein pouvoir lors de la 2e édition) et puis il effectuera son retour lorsque la ECW revivra comme division de la WWE.
Avant le lancement officiel de la ECW, il sera en rivalité avec Edge et Mick Foley, ce qui le mènera à un combat par équipe à One Night Stand 2. Il sera alors coéquipier de Terry Funk et Beulah. Ils perdront devant Foley, Edge et Lita.
Il aura ensuite une brève rivalité avec le Big Show, avant de faire équipe avec le Sandman face à Paul Heyman, Test et Mike Knox. La rivalité prendra fin le 22 août 2006, lorsqu’il battra Knox. Cette victoire sera sa première à la WWE depuis octobre 2003 et sa première à la ECW depuis janvier 2001.
WWE.com annonce le 9 août 2006, que Laughlin est relevé de ses fonctions de directeur des programmes de développement de la WWE ; il dira ensuite être heureux de cette décision car il voulait reprendre une carrière de lutteur à temps plein. Mike Bucci (Super Nova/Simon Dean) l'a depuis remplacé à ce poste.
Dreamer aura par la suite une rivalité avec Kevin Thorn et il sera le premier à vaincre ce dernier. Lors de December to Dismember Dreamer affronte Daivari, il sera alors attaqué par le Great Khali et commencera une rivalité avec eux. La rivalité qui prendra fin lorsque Great Khali se joint à RAW.

#### ECW Champion (2008-2009)
Tommy Dreamer participe au 5-man Singapore Cane match du WWE One Night Stand 2008 face à John Morrison, Chavo Guerrero et CM Punk et perdra contre Big Show qui effectuera le tombé sur lui. Lors du match, il a aidé les autres catcheurs à blesser Big Show.
Tommy Dreamer devient le challenger pour le ECW Championship à The Great American Bash 2008 contre Mark Henry. Il se fera trahir par Colin Delaney ce qui donne la victoire à Mark Henry. Lors de l'émission du 22 juillet, il réussit à se venger en battant Colin Delaney avec un Dreamer DDT.
Le 13 janvier il annonce que s'il ne gagne pas le ECW Championship avant le mois de juin, il prendra sa retraite.
Lors du show ECW du 7 avril, Tiffany la nouvelle manager générale de la ECW par intérim annonce un Elimination Chase à Backlash pour affronter Jack Swagger pour le ECW Championship à Backlash et les participants sont Mark Henry, Fit Finlay, Christian et Tommy Dreamer. Lors du 1er match Finlay élimine Mark Henry. Au show ECW du 14 avril, il se fait éliminer par Finlay et n'aura pas sa chance pour le ECW Championship.
Lors du WWE Superstars du 21 mai, il perd par disqualification contre Christian et ne remporte pas le ECW Championship. Lors de Extreme Rules 2009, il affronte Christian et Jack Swagger pour le ECW Championship dans un match Triple Threat Hardcore où sa carrière sera en jeu. Il remporte le match et le titre et sauve sa carrière.
Lors du RAW du 15 juin, il conserve son titre face à Christian ains qu'à The Bash 2009, face à Christian, Jack Swagger, Mark Henry et Finlay dans un Scramble match.
À Night of Champions 2009, il perd sa ceinture face à Christian.
Le 4 août, à la ECW, il affronte Christian dans un Extreme Rules match pour le titre ECW. Il perd le match.
Il fait son retour le 1er septembre après une blessure causé le 4 août. Il vient aider Christian contre William Regal, Ezekiel Jackson et Vladimir Kozlov.
Le 29 décembre, lors du dernier show de la ECW de l'année 2009, il affronte Zack Ryder dans un Loser Leave WWE comme stipulation qu'il perd. Tommy Dreamer quitte donc la ECW et la WWE après ce match. Juste après, il livre un très émouvant speech au public avant de poser sous l'écran géant avec ses 2 filles. Il y reçoit aussi une très grande ovation de la part du public.

### Circuit Indépendant (2010)
Tommy Dreamer est apparu à l'événement inaugural d'EVOLVE le Catch le 17 janvier 2010, dans un rôle non-luttant, étant impliqué dans un match qui le causent se bagarrant avec Jimmy Jacobs. Le Catch de Championnat Universel promotionnel indépendant a ajouté Tommy Dreamer à leur tableau de service. Il agit en tant que heel.

### Total Nonstop Action Wrestling (2010- 2011)
Il effectue son retour à Slammiversary VIII, mais ne catche pas. Le show suivant Slammiversary, On l'aperçoit qui arrive dans les gradins. Au show de la TNA du 24 juin lors du match Ink Inc. vs Team 3D, Tommy Dreamer, Raven et Stevie Richards sont aperçus dans les gradins.
Le jeudi suivant, ils apparaissent avec un membre en plus : Rhino.
Lors d'iMPACT du 29 juillet, il dispute et perd son premier match, un Extrem Rules match, contre Abyss et se fait attaquer par Raven. Le 5 août, Raven explique qu'il a trahi Dreamer à cause de Beulah (d'après lui, elle lui appartenait). Il bat Abyss et Raven avec Rob Van Dam. Il devra affronter Raven à Hardcore Justice (2010) avec Mick Foley en tant qu'arbitre. Lors de No Surrender 2010, il perd contre AJ Styles dans un I quit match pour le TNA Television Championship. Lors de l'iMPACT! du 30 septembre, il gagne avec Rhino un tag team match contre Beer Money, Inc.
A Bound for Glory (2010), AJ Styles et sa team, Fortune, feront face à la team de Tommy Dreamer, EV 2.0, match que EV 2.0 remporte après un Avalanche Dreamer Driver sur AJ Style. Le 21 octobre à IMPACT! il se dispute avec RVD car ce dernier était sur le point d'attaquer Raven car Rob Van Dam ne fait plus confiance à personne. Les deux hommes se retrouvent la même soirée lorsque RVD manque de se battre avec Sabu.
Lors de Turning Point (2010), il perd contre Rob Van Dam mais ils se réconcilient. Lors de l'Impact du 25 novembre, il bat Rhino dans un street fight. Lors du Xplosion du 24 décembre, il bat Magnus. Lors de Impact il perd contre Jeff Hardy. Le 24 janvier a Impact! il aide Brother Devon en protégeant son fils que ce faisais attaquer par Brother Ray. Lors de Victory Road (2011), il bat Bully Ray dans un No Disqualification Match. Le 14 avril lors d'Impact!, lui et Tommy Dreamer perdent contre Mexican America car ils ont utilisé une chaise pour triché. Lors du Impact du 5 mai, il effectue un Heel Turn en portant un Piledriver sur AJ Styles.il rejoint les immortals. Sacrifice, il bat AJ Styles dans un No DQ Rules Match.
Il fut officiellement retiré du roster de la TNA le 14 juin 2011 pour retourner sur le circuit indépendant.

### Circuit indépendant (2011-2012)
Lors de Five Year Anniversary de la Pro Wrestling Syndicate, Dan Maff et lui perdent contre Reality Check dans un Street Fight Match. Lors de Five Year Anniversary, il bat The Sheik dans un Extreme Rules Match.
Lors de Dysfunctional Family pour la Family Wrestling Entertainment, il perd contre Jay Lethal dans un Extreme Rules Match qui comprenait aussi Carlito et ne remporte pas le FWE Heavyweight Championship.lors de FWE X il bat Jay Lethal,Brian Kendrick et Carlito dans un Elimination Match. pour remporter le FWE Heavyweight Championship Lors de Back 2 Brooklyn, il bat Rhino dans un Street Fight Match et conserve son titre. Lors de No Limits 2013, il perd contre Carlito dans un Tables, Ladders and Chairs Match qui comprenait également Matt Hardy et ne remporte pas le FWE Heavyweight Championship perdu à la HoH
Lors de Debut Show de la House of Hardcore, il perd contre Carlito dans un match qui comprenait aussi Mike Know et perd son FWE Heavyweight Championship

### Retour à la World Wrestling Entertainment (2012)
Lors des WWE Slammy Awards 2012, il fait son retour en tant que face en aidant Alberto Del Rio et The Miz face aux 3MB.  Ils s'affrontent ensuite au cours d'un match que l'équipe de Tommy Dreamer gagne.

### Retour à la Total Nonstop Action Wrestling (2013)
Lors d'un House Show de la TNA le 27 décembre 2013, il perd face à Ethan Carter III. Plus tard dans la soirée, il attaque Bully Ray lors de son combat face à Mr Anderson.

### Retour à la World Wrestling Entertainment (2015)
Il fait son retour à Raw le 30 novembre 2015 en aidant les Dudley Boyz contre la Wyatt Family. Lors de TLC, ils perdent contre la Wyatt Family dans un 8-man Tag Team Elimination Tables match. Le lendemain à Raw, ils perdent une nouvelle fois contre la Wyatt Family dans un Extreme Rules match.

### Circuit Indépendant (2016-...)
Le 23 janvier 2016 lors de Legends of Wrestling Entertainment Dome Show, il bat Wes Brisco. Le 2 avril 2016 lors de WrestleCon Supershow 2016, Candice LeRae, Joey Ryan, Matt Striker, Shane Strickland & Tommy Dreamer perdent contre Brian Myers, Jeff Jarrett, Jessicka Havok, Luke Hawx & Sonjay Dutt.
Le 10 juin 2016 lors de PWR Debut Show, il bat Arik Cannon au cours d'un Extreme Rules match. Le 22 juillet 2016 lors de JCW Bloodymania 10, 2 Tuff Tony & Tommy Dreamer battent Ruff Crossing & Shigehiro.
Le 30 mars 2017 à WrestlePro, il perd contre Chris Payne. Le 15 décembre 2017 lors de ROH Final Battle, il perd avec Bully Ray contre The Briscoe Brothers.
Le 1er septembre 2018 lors du show indépendant ALL IN, il perd une bataille royale déterminant le premier aspirant au ROH World Championship au profit de Flip Gordon.

### House of Hardcore (2012...)
Le 15 avril 2016 lors de House of Hardcore 12, il perd avec Rhino contre Davey Boy Smith Jr et Lance Hoyt et ne remporte pas les GHC Tag Team Titles. Le 16 avril 2016 lors de House of Hardcore 13, il perd contre Pepper Parks. Le 7 mai 2016 lors de House of Hardcore 14, Tommy Dreamer et Mickie James battent Pepper Parks et Cherry Bomb. Le 24 juin 2016 lors de House of Hardcore XV, il perd un Hardcore 4-Way match impliquant Andy Phoenix, KrackerJak et Carlito au profit de ce dernier.
Le 6 août 2016 lors de House of Hardcore 16, Tommy Dreamer et Mickie James battent Cherry Bomb et Pepper Parks au cours d'un tag team death match. Le 16 septembre 2016 lors de House of Hardcore 17, il perd contre Rhino. Le 17 septembre 2016 lors de House of Hardcore 18, il perd contre Matt Hardy. Le 14 octobre 2016 lors de House of Hardcore XIX, il perd un triple threat match contre Ethan Carter III impliquant également Rhino. Le 15 octobre 2016 lors de House of Hardcore XX, Swoggle, Tommy Dreamer et Candice LeRae battent Allie, Braxton Sutter et Jessicka Havok. Le 3 décembre 2016 lors de House of Hardcore 21 : Blizzard Brawl, Tommy Dreamer et Mickie James battent Angelina Love et Aiden O'Shea. Le 16 décembre 2016 lors de House of Hardcore 22, il perd un steel cage match contre Matt Hardy. Le 17 décembre 2016 lors de Hose of Hardcore 23, Tommy Dreamer et The Sandman battent The Spirit Squad. Le 21 avril 2017 lors de House of Hardcore 24, Tommy Dreamer et Bully Ray battent The Spirit Squad. Le 22 avril 2017 lors de House of Hardcore 25, il perd avec Billy Gunn contre The Hardy Boyz. Le 19 mai 2017 lors de House of Hardcore 26, il perd contre Cody. Le 16 juin 2017 lors de House of Hardcore 27, il perd un  street fight contre Mohamad Ali Vaez. Le 17 juin 2017 lors de House of Hardcore 28, il perd avec Billy Gunn contre The Young Bucks. Le 18 juin 2017 lors de House of Hardcore 29, il perd un Triple Threat match impliquant Carlito et Bull James au profit de ce dernier. Le 23 juin 2017 lors de House of Hardcore 30, il perd un Three Way Match impliquant Jack Hager et Montel Vontavious Porter au profit de ce dernier.  Le 24 juin 2017 lors de House of Hardcore 31, MVP et Tommy Dreamer battent The Spirit Squad. Le 11 août 2017 lors de House of Hardcore 32, il perd un Three Way Hardcore match impliquant Jack Hager et MVP au profit de ce dernier. Le 12 août 2017 lors de House of Hardcore 33, il perd contre Joey Mercury. Le 17 novembre 2017 lors de House of Hardcore 34, il fait équipe avec Little Guido, Super Crazzy et Shane Douglas et battent The Spirit Squad (Kenny et Mikey), Joey Matthews et Nick Aldis. Le 18 novembre lors de House of Hardcore 35, il perd un First Blood Match contre Joey Mercury. Le 2 décembre lors de House of Hardcore 36, il perd contre Abyss au cours d'un Hardcore match.
Le 26 janvier 2018 lors de House of Hardcore 37, Tommy Dreamer et Billy Gunn battent Nick Aldis et Joey Mercury. Le 23 mars 2018 lors de House of Hardcore 38, il bat Joey Mercury au cours d'un Street fight match. Le 24 mars 2018 lors de House of Hardcore 39, il perd contre Nick Aldis et ne remporte pas le NWA World Heavyweight Championship. Le 7 avril 2018 lors de House of Hardcore 40, il perd avec Billy Gunn contre Davey Boy Smith Jr. et Lance Hoyt. Le 11 juillet lors de House of Hardcore 46, il gagne avec Bully Ray et Swoggle contre Kenny, Randy et Mikey.  Le 13 juillet lors de House of Hardcore 47, il bat Joey Mercury au cours d'un First Blood match. Le 14 juillet lors de House of Hardcore 48, il gagne avec Bully Ray et Swoggle contre Kenny, Randy et Mikey. Le lendemain lors de House of Hardcore 49, il perd contre Lance Archer. 
Le 3 septembre lors de House of Hardcore 50, il bat Sami Callihan. 

### Retour à Impact Wrestling (2018-...)

#### Retour et rivalités avec OVE et Eddie Edwards (2018-2019)
Il fait son retour à Impact le 12 avril 2018 en venant en aide à Moose et Eddie Edwards en attaquant oVe avec un kendo stick. Le 22 avril à Redemption, Tommy Dreamer, Moose et Eddie Edwards perdent contre Ohio Versus Everything. Le 3 mai, Tommy Dreamer passe chercher Eddie Edwards à sa sortie de cellule, plus tard il tentera de raisonner Edwards. 
Le 7 juin à Impact, il tente de raisonner Eddie Edwards mais recevra un coup de batte de baseball de ce dernier. Le 14 juin à Impact, alors qu'il tentait une nouvelle fois de calmer Eddie Edwards, ce dernier le pousse à bout et il l'envoie au sol, Edwards lui répond en lui assénant un violent coup de kendo stick en plein visage. 
Le 28 juin à la House of Hardcore, il est attaqué par Eddie Edwards qui lui assène plusieurs coups de kendo stick au visage, lui mettant le visage en sang.
Le 22 juillet à Slammiversary, il perd contre Eddie Edwards au cours d'un House of Hardcore Rules match. Après le match, il fait la paix avec Edwards.
Le 14 octobre lors de Bound for Glory 2018, Eddie Edwards bat Moose par disqualification après avoir été attaqué par Killer Kross. Après le match, il est secouru par Tommy Dreamer ce qui mène à un match par équipe au cours duquel Dreamer et Edwards battent Moose et Kross. Le 18 octobre à Impact, il perd contre Killer Kross par arrêt de l'arbitre. Après le match; il est attaqué par Kross et Moose, ce dernier lui porta un Spear.
Le 29 novembre à Impact, il bat Eli Drake par décompte à l'extérieur. Après le match, le match est recommencé sur un ordre de la direction de Impact Wrestling mais cette fois-ci sans disqualification. Cette fois-ci Drake remporta le match.

#### Producteur et diverses rivalités (2020-...)
Le 23 janvier 2019, il est annoncé que Dreamer venait de rejoindre l'équipe créative de Impact et qu'il travaillera désormais en tant que producteur en coulisses.
Le 10 mai à Impact, Dreamer perd avec Rich Swann, Fallah Bahh et Willie Mack contre OVE au cours d'un street fight.
Le 24 mai à Impact, il perd contre Rob Van Dam pour la dernière fois de sa carrière. Après le match, ils se font attaquer par Moose et The North mais ils sont secourus par Sabu qui effectuait son retour. Le 31 mai à Impact, il reforme les ECW Originals avec Sabu Rob Van Dam et ensemble ils battent Moose et The North.
En juillet 2020, Dreamer entra en rivalité avec Moose après que ce dernier se soit auto-proclamé champion du monde de la TNA, réutilisant l'ancienne ceinture représentant ce titre (titre non-officiel). Le 18 juillet lors de Slammiversary XVIII, Dreamer perd contre Moose lors d'un Old School Rules match où le "titre" de Moose était en jeu .
Le 24 octobre lors de Bound for Glory, il participe au Call Your Shot Gauntlet match mais perd au profit de Rhino. Le 8 décembre à Impact, il défie Larry D pour un match dont l'enjeu serait la liberté de Larry D qui est coupable de la "tentative de meurtre" contre John E. Bravo. Le 12 décembre lors de Final Resolution, il bat Larry D lors d'un Old School Rules match.

### Lucha Underground (2018)
Le 13 juin lors de Lucha Underground saison 4 épisode 1, il perd au cours d'un Modern Warfare match contre Pentagón Jr. et ne remporte pas le Lucha Underground Title, ce match impliquait aussi Chavo Guerrero, Daga, Dragon Azteca Jr., Fénix, Hernandez, Jeremiah Crane, Joey Ryan, Johnny Mundo, Killshot, King Cuerno, Mariposa, Marty Martinez, Mil Muertes, Mr. Pectacular, Ricky Mundo, Son Of Havoc, The Mack et Vinny Massaro.

### Ohio Valley Wrestling (2018-2019)
En août 2018, il rejoint la OVW.

#### Anarchy Champion (2018-2019)
Le 3 novembre 2018 lors de OVW Saturday Night Special #96: A Night of Anarchy, il bat Shiloh Jonze et remporte le OVW Anarchy Championship.

## Palmarès
- Border City Wrestling
  - 2 fois BCW Can-Am Heavyweight Championship
  - 1 fois BCW Can-Am Tag Team Championship

- Busted Knuckle Pro Wrestling
  - 1 fois BKPW Tag Team Championship avec Markus Ryan

- Century Wrestling Alliance
  - 1 fois CWA Heavyweight Championship

- Cutting Edge Wrestling
  - 1 fois CEW North Atlantic Championship

- Dramatic Dream Team
  - 2 fois Ironman Heavymetalweight Championship[74]

- Extreme Championship Wrestling
  - 1 fois ECW World Heavyweight Champion[75]
  - 3 fois ECW World Tag Team Champion avec Raven (1), Masato Tanaka (1), et Johnny Gunn (1)[76]

- Elite Pro Wrestling Alliance
  - 1 fois EPWA Heavyweight Championship

- Family Wrestling Entertainment
  - 1 fois FWE Heavyweight Championship

- Gimmick Tree Entertainment
  - Bruiser Brody Cup (2019)

- Greektown Pro Wrestling
  - 1 fois Greektown Cup Championship (actuel)

- Impact Championship Wrestling
  - 1 fois ICW Heavyweight Championship

- Impact Wrestling
  - 1 fois Impact Digital Media Championship (actuel)

- International World Class Championship Wrestling
  - 3 fois IWCCW Tag Team Championship avec G.Q. Madison

- International Wrestling Association
  - 1 fois IWA Hardcore Championship

- International Wrestling Cartel
  - 1 fois IWC Heavyweight Championship

- KYDA Pro Wrestling
  - 1 fois KYDA Pro Heavyweight Championship

- Pro Wrestling Fighters
  - 1 fois PWF North-European Championship

- Pure Wrestling Association
  - Carrot Cup (2015) avec Rhino

- Squared Circle Wrestling
  - 1fois 2CW Heavyweight Championship

- Universal Championship Wrestling
  - 1 fois UCW Universal Heavyweight Championship

- Ohio Valley Wrestling
  - 1 fois OVW Anarchy Championship

- World Wrestling Entertainment
  - 1 fois ECW Championship
  - 14 fois WWE Hardcore Champion[77]
  - Hardcore Hall of Fame (2010)

## Récompenses des magazines
- Pro Wrestling Illustrated
  - 2e catcheur ayant le plus progressé de l'année 1995
  - 2e catcheur le plus source d'inspiration de l'année 2009

| Année | 1991 | 1992 | 1993 | 1994 | 1995 | 1996 | 1997 | 1998 | 1999 | 2000 | 2001 | 2002 | 2003 | 2004 à 2005 | 2006 | 2007 | 2008 | 2009 | 2010 | 2011 | 2012 | 2013 | 2014 | 2015 | 2016 à 2017 | 2018 | 2019 | 2020 | 2021 |
| ----- | ---- | ---- | ---- | ---- | ---- | ---- | ---- | ---- | ---- | ---- | ---- | ---- | ---- | ----------- | ---- | ---- | ---- | ---- | ---- | ---- | ---- | ---- | ---- | ---- | ----------- | ---- | ---- | ---- | ---- |
| Rang  | 404  | 395  | 180  | 102  | 45   | 44   | 48   | 100  | 162  | 28   | 78   | 78   | 86   | Non classé  | 175  | 182  | 114  | 104  | 193  | 72   | 298  | 321  | 300  | 303  | Non classé  | 382  | 409  | 356  | 394  |

## Vie privée
- Il a épousé Trisa Hayes (Beulah McGillicutty), le 12 octobre 2002. Ils ont deux filles, des jumelles, du nom de Brianna Laughlin et Kimberly Laughlin.
- Les jumelles ont participé à la 6e saison des Soprano dans le rôle de Domenica Baccalieri, la nièce de Tony Soprano.

## Autres médias
- Il a participé à quelques projets télés et cinématographiques, notamment dans l’émission Comedy At Club 54 et dans le film pour adulte Whack Attack 5 d’Extreme Associates.
- Avec New Jack il a participé à un épisode de la série Early Edition en tant que motard.